# Branscomb Peak
Branscomb Peak är en bergstopp i Antarktis. Den ligger i Västantarktis. Chile gör anspråk på området. Toppen på Branscomb Peak är 4 520 meter över havet.
Terrängen runt Branscomb Peak är huvudsakligen mycket bergig. Trakten är obefolkad. Det finns inga samhällen i närheten. 